# Fédération du commerce (CSN)
La Fédération du commerce (CSN) est une organisation syndicale de travailleurs canadienne. Elle se présente comme nationale, démocratique et libre.
Elle est affiliée à la Confédération des syndicats nationaux (CSN).

Elle regroupe des syndicats de salariés de l'agroalimentaire, du commerce de gros et de détail, du tourisme et de la finance. 

La Fédération du commerce (CSN) a pour but de promouvoir les intérêts professionnels, économiques, sociaux et politiques des syndicats affiliés, ainsi que ceux de leurs membres, sans distinction, ni discrimination.

## Exécutif de la Fédération[Quand?]
- Président : Serge Monette
- Vice-président : Alexandre Filiatrault
- Secrétaire : Nancy Mathieu
- Trésorier : Michel Valiquette

### Coordonnateurs[Quand?]
- Marylène Robitaille
- Benoit Boucher

### Bureau fédéral
La fédération est dirigée par un bureau fédéral, composé des membres du comité exécutif, des représentants pour chacun des secteurs ou des substituts, comme le définissent les statuts et règlements.

#### Secteur 1
- 1A : Magasin d'alimentation
- 1B : Magasin non alimentaire
- 1C : Entrepôts
- 1D : Services divers

#### Secteur 2
- 2A : Transformation des viandes
- 2B : Production alimentaire

#### Secteur 3
- 3A : Mouvement Desjardins
- 3B : Institutions financières

#### Secteur 4
- 4A : Hôtellerie
- 4B : Loisirs
- 4C : Restauration

### Anciens présidents
1938-? : J.A. Anzalone

1968-1983 : Robert Tremblay
1983-1987 : Louise Parent
1987-1998 : Lise Poulin
1998-2011 : Jean Lortie
2011-2018 : Serge Fournier
2018-2021 : David Bergeron-Cyr
2021-2025 : Alexandre Laviolette
2025- : Serge Monette

## Historique
En 2008, la Fédération du commerce (CSN) a célébré son 70e anniversaire de fondation.
Le 24 juillet 1938 à Québec, là où se trouve le 155 Charest est, une dizaine de militants provenant du Saguenay–Lac-Saint-Jean, de Québec et des Bois-Francs se réunissaient afin de fonder la Fédération Nationale Catholique des employés du commerce, de l'industrie et de la finance (CTCC).
Cette jeune fédération joignait les rangs de la Confédération des travailleurs catholiques du Canada (CTCC).
Elle comptait moins de 1 500 membres et 10 syndicats de base. La Fédération du commerce (CSN) compte aujourd'hui 30 000 membres regroupés au sein de 330 syndicats locaux.

### Les gros dossiers
- Négociations coordonnées des magasins d'alimentation
- Négociations coordonnées de l'hôtellerie
- Syndicalisation dans les Couche-Tard

## Syndicats affiliés
- Syndicat des travailleuses et travailleurs Au Roi du coq rôti.
- Syndicat des travailleuses et travailleurs de la brasserie Labatt.
- Syndicat des travailleuses et travailleurs de Lallemand.
- Syndicat des travailleuses et travailleurs l'hôtel Omni Montréal.
- Syndicat des travailleuses et travailleurs du Marriott Château Champlain.
- Syndicat des travailleuses et travailleurs de PJC entrepôt.
- Syndicat des salarié(e)s de Barry Callebaut Canada inc.
- Syndicat des travailleuses et travailleurs de Sysco Québec.
- Syndicat des travailleuses et travailleurs des épiciers unis Métro Richelieu.
- Syndicat des travailleuses et travailleurs de Hilton Québec.